# Jean-Andoche Junot
Jean-Andoche Junot, duce d'Abrantès (1771 - 1812), a fost un militar și diplomat francez din perioada războaielor napoleoniene.
În 1791, după ce a făcut studii de drept, Junot s-a înscris ca voluntar în armata revoluționară franceză. Se remarcă printr-o temeritate ieșită din comun, trăsătură ce îi câștigă porecla de „Furtuna”, cât și gradul de sergent în iulie 1792. Participă la Asediul de la Toulon, unde este secretar al generalului Bonaparte, devenind un fidel admirator al acestuia. Este prim-aghiotant al acestui general în cadrul campaniei din Italia, remarcându-se într-o serie de bătălii, cum ar fi Millesimo sau Lonato. Este apoi însărcinat să ducă Directoratului drapelele capturate de la inamic și primește gradul de colonel. Participă apoi la campania din Egipt, unde reușește, printre altele, să rețină o întreagă armată turcă cu doar 500 de oameni, pe 8 august 1799 la Nazaret. Devine general de brigadă puțin după această bătălie. 
Se întoarce în Franța în 1800 și Bonaparte îl numește guvernator al Parisului pe 27 iulie și general de divizie în 1801. Începând cu luna martie 1805 este numit ambasador la Lisabona, dar revine curând în Franța și participă la victoria de la Austerlitz în decembrie. Este în centrul unui scandal în care îi ia apărarea bancherului Récamier, a cărui soție era opozantă a regimului, fapt ce îl scoate din grațiile Împăratului, care îi alocă un comandament obscur în Parma. Din iulie 1806 pare să revină în grațiile suveranului, care îl numește din nou guvernator al Parisului, dar Napoleon nu aprobă stilul de viață extravagant și cheltuitor al lui Junot și al soției sale, Laura. Cu toate acestea, lui Junot i se acordă la începutul lui 1807 comanda unui Corp de Observație și în octombrie primește ordinul de a invada Portugalia, aliat al Regatului Unit. La sfârșitul lui noiembrie, Junot intră în Lisabona, regele Portugaliei fugind în Brazilia și generalul este recompensat cu titlul de duce d'Abrantès și este numit guvernator al țării. În august 1808, o armată britanică de 10 000 de oameni debarcă în Portugalia și îl învinge pe Junot, care își disperase forțele. Grație, abilităților diplomatice extraordinare ale generalului Kellermann, britanicii semnează Convenția de la Cintra, favorabilă francezilor, care sunt transportați în Franța de flota britanică. După ce participă la campania din Germania, Junot se întoarce în peninsula iberică, comandând Corpul VIII din „Armata din Portugalia”, sub ordinele lui Masséna. Rănit grav la Rio Mayor în ianuarie 1811, generalul Junot se întoarce în Franța. 
Participă apoi la Campania din Rusia în 1812, imputându-i-se o gravă greșeală la Valutina, unde a lăsat armata rusă să se retragă. Comportamentul său a fost însă apreciat la bătălia de la Moskova. Pe parcursul lui 1812 devenise din ce în ce mai evident că Junot nu mai era în deplinătatea facultăților sale mintale. Este numit guvernator al Provinciilor Ilire pe 20 ianuarie 1813 dar se prezintă la un bal de la Ragusa aproape gol, purtându-și doar decorațiile. Este apoi adus acasă la tatăl lui, dar se aruncă de la o fereastră și moare de pe urma rănilor. Numele Junot este înscris pe Arcul de Triumf din Paris..